# Левин, Лиза
Лиза Левин (Lisa Levin) — американский океанолог, глубоководный биолог и эколог.
Заслуженный профессор Scripps Institution of Oceanography, где получила докторскую степень и трудится с 1992 года. Высокоцитируемый учёный (HCR, 2021). Член НАН США (2024).
Выросла на западе Лос-Анджелеса.
Окончила Radcliffe College Гарварда как бакалавр биологии. Степень доктора философии по океанологии получила в Scripps Institution of Oceanography. Девять лет преподавала в Университете штата Северная Каролина, после чего в 1992 году поступила в штат Scripps Institution of Oceanography, где ныне заслуженный профессор, а в 2011—2017 гг. директор CMBC. Основатель и соруководитель Deep-Ocean Stewardship Initiative (DOSI). Фелло Американского геофизического союза и Американской ассоциации содействия развитию науки. Ассоциированный редактор Science Advances.
Участница более чем 45 океанологических экспедиций. Совершила более 50 погружений на «Алвине».
Замужем.
Отмечена A.C. Redfield Lifetime Achievement Award (2018) и Prince Albert I Grand Medal (2019).
Автор более 275 научных работ, цитировавшихся более 24 тыс. раз. Публиковалась в Science и Nature.